# Завод етилену Казаньоргсинтез
Завод етилену Казаньоргсинтез — нафтохімічне виробництво, яке входить до складу об'єднання Казаньоргсинтез (Росія, Татарстан). Станом на середину 2010-х найпотужніший російський завод з виробництва етилену, який, втім, невдовзі поступився крекінг-установці в Тобольську.
Розвиток майданчику нафтохімічного спрямування в Казані почався у 1963 році із запуском виробництва фенолу та ацентону. Наступного року ввели в експлуатацію першу установку піролізу (парового крекінгу) вуглеводневої сировини, що мала потужність у 62 тисяч тонн етилену та 17 тисяч тонн пропілену на рік. В найближчі два десятиліття запустили ще три установки — у 1973-му (60 тисяч тонн етилену та 27 тисяч тонн пропілену), 1974-му (100 тисяч тонн етилену) та 1982-му (90 тисяч тонн етилену).
Первісно піролізу піддавали пропан та бутан, який подали по продуктопроводу Міннібаєво — Казань, а з 1975 року основною сировиною для виробництва став етан, який надходить по етанопроводу Міннібаєво — Казань (можливо відзначити, що використання для парового крекінгу цієї найлегшої сировини призводить до виходу з установки майже виключно найлегшого олефіну — етилену). В
В подальшому потужність виробництва на четвертій установці збільшили до 160 тисяч тонн (1989-й) та 235 тисяч тонн (2004-й). А з 2006 по 2010 роки провели масштабну реконструкцію другої, третьої та четвертої установок з доведенням загальної потужності заводу до 605 тисяч тонн на рік (або 640 тисяч тонн на рік — сайт Казаньоргсинтез одночасно зазначає обидва показники). При цьому в 2005-му запустили піч піролізу, розраховану на використання пропан-бутанової фракції, а в 2010-му ввели в експлуатацію сховище пропану (такі кроки були викликані нестачею поставок етану в умовах значної — у 1,5 рази — збільшення потужності заводу).
В 2015-му на заводі ввели в експлуатацію нову сучасну піч піролізу виробництва бельгійської компанії Technip (можливо відзначити, що перша піч цієї компанії з'явилась тут ще в 2007-му). Станом на 2018-й йде будівництво ще чотирьох печей Technip, що дозволить замінити старе обладнання, яке експлуатується біля 40 років.
Випущений на установках етилен постачається іншим підрозділам об'єднання для виробництва поліетилену високого та низького тиску. Пропілен передається як сировина для заводу з випуску фенолу та ацетону або реалізується стороннім споживачам. Крім того, випускаються певні об'єми іншої продукції, серед якої варто відзначити фракцію С4.